# Vlag van Zwagerbosch

Vlag van Zwagerbosch

De vlag van Zwagerbosch is de dorpsvlag van het Nederlandse dorp Zwagerbosch, in de Friese gemeente Noardeast-Fryslân. De vlag werd in 1976 geregistreerd.
De dorpsvlaggen van 14 dorpen in Kollumerland en Nieuwkruisland werden in de jaren 1969/70 tot stand gekomen in overleg met de Fryske Rie foar Heraldyk en de heren Minnema, Keune en Offringa, leden van de Geakunde Commissie van Kollumerland en Nieuwkruisland In de ontwerpperiode hebben de besturen van de Plaatselijk Belang-organisaties in elk van de dorpen, de ontwerpen besproken, en goedgekeurd of verworpen, in welk laatste geval een nieuw ontwerp werd aangeboden.

## Beschrijving
De beschrijving van de vlag is als volgt:
Groen, met een wit (Scandinavisch) kruis, de armen van het kruis ter dikte van 1/3 van de vlaghoogte; op het snijpunt van de kruisarmen een rood vierkant.
De kleuren zijn afkomstig van het dorpswapen.

## Symboliek

Scandinavisch kruis en kleurstelling: geabstraheerd van het wapen van Zwagerbosch.